# Cadum
Cadum là thương hiệu sản phẩm xà bông của Pháp. Hãng này ra đời năm 1907, nay thuộc quyền của hãng L'Oréal.

## Lịch sử
Năm 1907 môt doanh thương Hoa Kỳ là Michael Winburn (1861-1930) mua được một loại thuốc dầu trị ban da rồi dựa theo đó lập hãng hóa chất Omega Chemical Company, bán loại thuốc dầu này. Ông đặt tên nó là  "Omega Oil". Winburn còn mướn dược sĩ Louis Nathan để phổ biến, coi nó như một dược phẩm. Sản phẩm dùng tinh dầu của cây Juniperus oxycedrus, tiếng Pháp gọi là huile de cade nên thành phẩm theo đó lấy tên là Cadum.

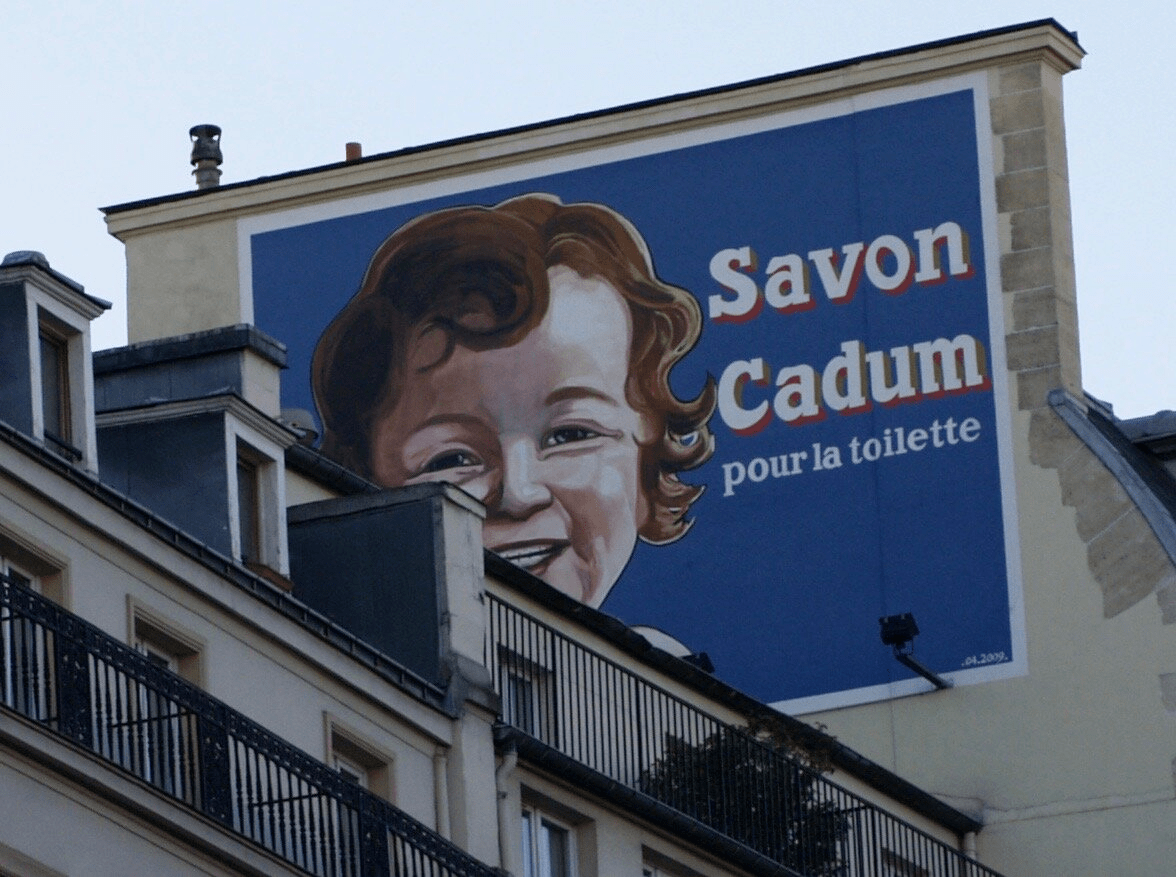
Bích chương quảng cáo Xà bông Cadum trên đại lộ Montmartre ở Paris

Xưởng sản xuất đặt ở Courbevoie không những làm thuốc dầu bôi lên da và tóc mà cả thuốc đánh răng. Năm 1912 xà bông Cadum đoạt giải thương phẩm hữu hiệu nên hãng Omega càng quảng cáo khuyên người tiêu thụ mua vì phẩm chất vệ sinh giúp giữ da dẻ tươi đẹp, trị được bá bệnh. Winburn nhấn mạnh rằng xà bông Cadum dịu tính, tốt cho trẻ em và làm da dẻ hồng hào. Các mẫu quảng cáo thường có hình ảnh trẻ nhỏ. Năm 1912 hãng lại mướn họa sĩ Arsène-Marie Le Feuvre vẽ một em bé xinh xắn, sạch sẽ vừa tắm xong, mình quấn khăn bông để làm tranh quảng cáo. Đó trở thành biểu tượng của hiệu Cadum. Khoảng Thế chiến thứ nhất Omega còn cho chụp một loạt những ảnh "Bébé Cadum" và tuyển từ tài tử đương thời như Mistinguett, Gabrielle Robinne và Huguette Duflos để ca ngợi ưu điểm của xà bông Cadum.
Omega sau còn đưa ra thị trường những sản phẩm mới như dầu gội đầu, phấn dôm, kem dưỡng da và kem bôi râu. Hãng Omega rất thành công nên khiến từ thập niên 1930 trở đi nhiều hãng khác cũng theo chân, dùng hình ảnh trẻ nhỏ. Đối thủ của Cadum bấy giờ là Savon de Marseille dần mất thị trường, phải tập trung làm bột giặt. Sau Đệ nhị Thế chiến Cadum chiếm lĩnh luôn thị trường bột giặt tại Pháp, có tên là "Paic".

## Văn hóa
Tại Việt Nam thời Pháp thuộc Xà bông Cadum rất đdược ưa chuộng. Trong bài hát "Cô Tây đen" của ban nhạc hài hước AVT có nhắc đến xà bông Cadum như một thương hiệu danh giá, trong đó có câu:
Người ta lấy chồng
Cho bõ công má hồng
Cho bõ công tắm rửa bằng xà-phòng Cadum...